# David Madlener
David Madlener (* 31. März 1992 in Feldkirch) ist ein österreichischer Eishockeytorwart, der seit 2022 bei den Pioneers Vorarlberg in der Österreichischen Eishockey-Liga unter Vertrag steht.

## Karriere
Madlener begann seine Karriere in den Nachwuchsmannschaften des Vorarlberger Clubs VEU Feldkirch und durchlief dort die diversen Nachwuchsmannschaften, ehe er in der Saison 2011/12 zu seinem ersten Profieinsatz in der Nationalliga, der zweithöchsten österreichischen Spielklasse kam. Im Jahr 2013 wechselte er zum ÖEHL-Club EC Dornbirn, wo er drei Jahre als Ersatztorwart fungierte. Ab 2016 spielte er beim Klagenfurter AC und wurde mit diesem 2019 und 2021 österreichischer Meister und EBEL- respektive ICEHL-Champion.
2021 verließ er den KAC, da er keinen neuen Vertrag erhielt, und kehrte zum Dornbirner EC zurück.

### International
Madlener, der im Juniorenalter nicht international eingesetzt wurde, debütierte am 7. November 2014 beim 5:1-Erfolg im Freundschaftsspiel gegen Japan im slowenischen Ljubljana in der österreichischen Nationalmannschaft und nahm als zweiter Ersatztorwart an der Weltmeisterschaft 2015 teil, wo er aber nicht zum Einsatz kam. Seinen ersten Pflichtspieleinsatz in der Nationalmannschaft absolvierte er am 1. September 2016 bei der 1:8-Niederlage gegen Lettland im Rahmen der Olympiaqualifikation für die Winterspiele in Pyeongchang 2018, als er zum Schlussdrittel für David Kickert eingewechselt wurde und noch drei Tore hinnehmen musste.

## Erfolge und Auszeichnungen
- 2017 Österreichischer Vizemeister mit dem EC KAC
- 2019 Österreichischer Meister mit dem EC KAC
- 2021 Österreichischer Meister mit dem EC KAC

## Karrierestatistik

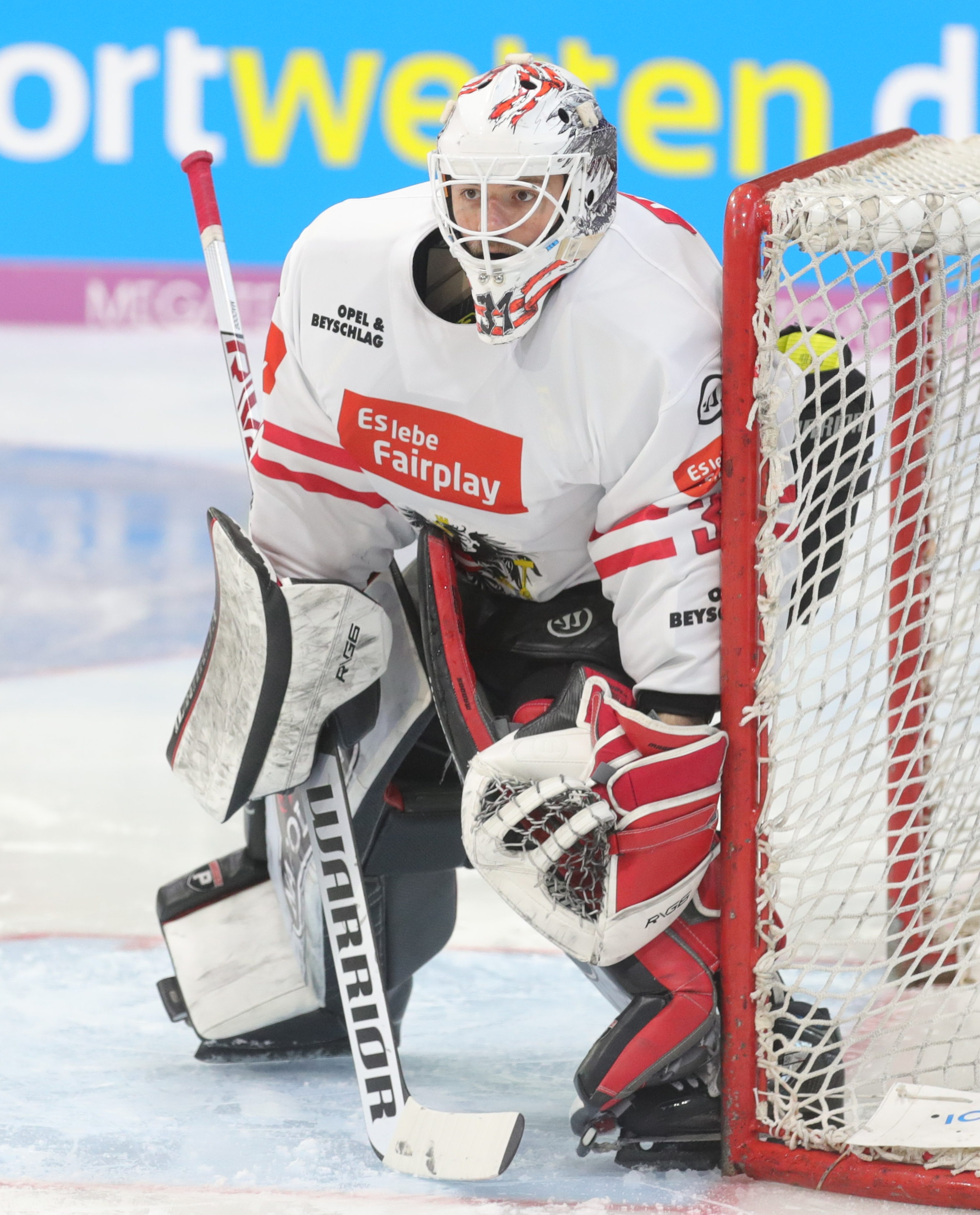
Madlener im Trikot der Österreichischen Nationalmannschaft (2023)

(Legende zur Torhüterstatistik: GP oder Sp = Spiele insgesamt; W oder S = Siege; L oder N = Niederlagen; T oder U oder OT = Unentschieden oder Overtime- bzw. Shootout-Niederlage; Min. = Minuten; SOG oder SaT = Schüsse aufs Tor; GA oder GT = Gegentore; SO = Shutouts; GAA oder GTS = Gegentorschnitt; Sv% oder SVS% = Fangquote; EN = Empty Net Goal; 1 Play-downs/Relegation; Kursiv: Statistik nicht vollständig)